# 尊朝法親王
尊朝法親王（そんちょうほっしんのう、天文21年8月20日（1552年9月8日） - 慶長2年2月13日（1597年3月30日））は伏見宮邦輔親王の第6王子。天台座主。
天文19年（1550年）に尊鎮法親王が亡くなった後、空席が続いていた青蓮院門跡をわずか4歳で継承するが、門跡の職務を行い得なかった。これに対して青蓮院傘下とされていた浄土真宗本願寺の顕如は朝廷に働きかけて、永禄2年（1559年）に本願寺の門跡昇格を果たしている。成長後の尊朝法親王は書道に優れ、青蓮院流から、その別流の尊朝流を創立した。また、越後国の戦国大名・上杉景勝と親交があった。同国内で新発田重家が反乱を起こした際の天正15年（1587年）、景勝の要請を受け、新発田重家に対し和睦を勧告する使者を派遣している。墓所は東山区青蓮院宮上ノ墓地。

## 経歴
- 弘治元年（1555年）　青蓮院門跡を継ぐ。
- 永禄6年（1563年） 得度し、尊朝と号す。
- 慶長2年（1597年）　薨去